# لرزه‌خیزی القایی
لرزه‌خیزی القایی (انگلیسی: Induced seismicity) معمولاً به زمین‌لرزه‌ها و لرزش‌هایی گفته می‌شود که بر اثر آن دسته از فعالیت‌های انسانی پدید می‌آید که تنش‌ها و کرنش‌های روی پوسته زمین را تغییر می‌دهند. بزرگی بیشتر زمین‌لرزه‌های القایی کم است. بزرگی زمین‌لرزه‌ها در برخی مکان‌ها مانند سایت زمین‌گرمایی The Geysers در کالیفرنیا بیشتر است؛ به گونه‌ای این محل از سال ۲۰۰۴ تا ۲۰۰۹ به‌طور میانگین در هر سال دو رویداد لرزه‌ای با بزرگی ۴ در مقیاس بزرگای گشتاوری (M) و ۱۵ رویداد با بزرگی ۳ M را تجربه کرده‌است.
خطر زمین‌لرزه در زمین‌لرزه‌های القایی را می‌توان با استفاده از تکنیک‌های مشابه برای لرزه‌خیزی طبیعی، مطالعه و ارزیابی کرد.

## عوامل
عوامل انسانی و راه‌های زیادی وجود دارد که به دلیل آن‌ها لرزه‌خیزی القایی دیده شده‌است. در دهه ۲۰۱۰ برخی از فناوری‌های انرژی که مایع را از زمین تزریق یا استخراج می‌کنند، مانند استخراج نفت و گاز و توسعه انرژی زمین گرمایی، به عنوان عامل اصلی یا مشکوک به ایجاد رخدادهای لرزه‌ای القایی معرفی شده‌اند. برخی از فناوری‌های انرژی نیز پسماندهایی تولید می‌کنند که ممکن است از طریق دفع یا ذخیره‌سازی با تزریق به عمق زمین مدیریت شوند، به عنوان مثال، پسماند حاصل از تولید نفت و گاز و کربن دی‌اکسید از انواع فرآیندهای صنعتی، ممکن است از طریق تزریق زیرزمینی مدیریت شود و بدین ترتیب لرزه‌های القایی را به‌وجود بیاورند.

### دریاچه‌های مصنوعی
ستون آب در یک دریاچه مصنوعی بزرگ و عمیق می‌تواند تنش درجا را در طول یک گسل یا شکستگی تغییر دهد. در این مخزن‌ها، وزن ستون آب می‌تواند با افزایش تنش کل از طریق بارگذاری مستقیم یا کاهش تنش مؤثر از طریق افزایش فشار آب منفذی، به‌طور قابل توجهی تنش بر روی یک گسل یا شکستگی اصلی را تغییر دهد. این تغییر قابل توجه در تنش می‌تواند منجر به حرکت ناگهانی در امتداد گسل یا شکستگی شده و منجر به وقوع زمین‌لرزه شود.
نخستین مورد لرزه‌خیزی ناشی از دریاچه سد در سال ۱۹۳۲ در سد وادی فضه الجزایر دیده شد.
زمین‌لرزه ۱۹۶۷ کویناناگار به بزرگی ۶٫۳ در مهاراشترای هند به همراه رومرکز، پیش‌لرزه‌ها و پس‌لرزه‌های آن، همگی در زیر یا نزدیکی دریاچه سد کوینا قرار داشتند. بر اثر این زمین‌لرزه ۱۸۰ نفر جان باختند و ۱۵۰۰ نفر مجروح شدند.

### معدن‌کاری
فعالیت‌های استخراج معدن بر روی تنش توده‌های سنگی اثر گذاشته و اغلب باعث تغییرشکل قابل مشاهده و زمین‌لرزه می‌شود. بخش کوچکی از رویدادهای ناشی از معدن‌کاری با آسیب ناشی از عملیات معدن مرتبط است و خطراتی برای کارگران معدن ایجاد می‌کند.

### چاه‌های دفع پسماند
تزریق مایعات به چاه‌های دفع پسماند، معمولاً در دفع آب تولید شده از چاه‌های نفت و گاز طبیعی، نیز به عنوان عامل ایجاد زمین‌لرزه شناخته شده‌است. این آب با نمک بالا معمولاً به چاه‌های دفع آب نمک (SWD) پمپاژ می‌شود. افزایش فشار منافذ زیرسطحی منجر به حرکت در امتداد گسل‌ها شده و می‌تواند منجر به وقوع زمین‌لرزه شود.
زمین‌لرزه ۲۰۱۱ اکلاهما در نزدیکی پراگ، اکلاهما با بزرگی ۵٫۸، پس از ۲۰ سال تزریق پساب به سازندهای عمیق متخلخل با افزایش فشار و اشباع رخ داد.

### استخراج و ذخیره‌سازی هیدروکربن‌ها
استخراج سوخت‌های فسیلی در مقیاس بزرگ می‌تواند باعث ایجاد زمین‌لرزه شود. لرزه‌خیزی ناشی از این فعالیت‌ها نیز می‌تواند مربوط به عملیات ذخیره‌سازی گاز در زیر زمین باشد. توالی لرزه‌ای سپتامبر - اکتبر ۲۰۱۳ که در ۲۱ کیلومتری ساحل خلیج والنسیا (اسپانیا) رخ داد، احتمالاً شناخته‌شده‌ترین نمونه از لرزه‌خیزی ناشی از عملیات ذخیره‌سازی زیرزمینی گاز است. در سپتامبر ۲۰۱۳، پس از شروع عملیات تزریق، شبکه لرزه‌ای اسپانیا افزایش ناگهانی لرزه‌خیزی را ثبت کرد. بیش از ۱۰۰۰ رویداد لرزه‌ای با بزرگی بین ۰٫۷ تا ۴٫۳ ML (بزرگ‌ترین زمین‌لرزه‌ای که تاکنون با عملیات ذخیره‌سازی گاز همراه بوده‌است) و در نزدیکی سکوی تزریق طی حدود ۴۰ روز ثبت شد. با توجه به نگرانی قابل توجه افکار عمومی، دولت اسپانیا عملیات را متوقف کرد. در پایان سال ۲۰۱۴، دولت اسپانیا به‌طور قطعی به مجوز عملیات ذخیره‌سازی زیرزمینی گاز پایان داد. از ژانویه سال ۲۰۱۵ برای حدود ۲۰ نفر که در تأیید و تصویب این پروژه کرچک مشارکت داشته‌اند، کیفرخواست صادر شد.

### استخراج آب‌های زیرزمینی
پژوهش‌ها نشان داده‌است که تغییرات در الگوهای تنش پوسته به دلیل استخراج بزرگ‌مقیاس آب‌های زیرزمینی می‌تواند باعث ایجاد زمین‌لرزه‌ای مانند زمین‌لرزه ۲۰۱۱ اسپانیا شود.

### انرژی زمین‌گرمایی
سامانه‌های بهبودیافته زمین‌گرمایی (EGS)، که نوع جدید فناوری الکتریسیته زمین‌گرمایی و بدون نیاز به منابع همرفت طبیعی زمین‌گرمایی هستند، با لرزه‌خیزی ناشی از فعالیت این سامانه‌ها شناخته می‌شوند. این سامانه‌ها شامل پمپاژ پرفشار مایعات برای تقویت یا ایجاد نفوذپذیری از طریق استفاده از تکنیک‌های شکستگی هیدرولیکی است. در این روش، سنگ خشک داغ (HDR)، به‌طور فعال منابع زمین‌گرمایی را از طریق تحریک هیدرولیک ایجاد می‌کند. بسته به خصوصیات سنگ و فشارهای تزریق و حجم سیال، سنگ مخزن ممکن است همان‌طور که در صنعت نفت و گاز دیده می‌شود، با شکست کششی یا با شکست برشی مجموعه درزه‌های موجود در سنگ پاسخ دهد که تصور می‌شود این حالت، مکانیسم اصلی رشد مخزن در روش‌های EGS است.

### شکست هیدرولیکی
شکست هیدرولیکی روشی است که در آن، مایع با فشار بالا به سنگ‌های مخزن کم‌تراوا به منظور القاء شکستگی‌ها برای افزایش تولید هیدروکربن تزریق می‌شود. این فرایند به‌طور کلی با رویدادهای لرزه‌ای همراه است. این رویدادها بسیار کوچک‌تر از آن هستند تا در سطح احساس شوند و معمولاً بزرگی گشتاوری آن‌ها بین از ۳- تا ۱ M است، اگرچه رویدادهای با بزرگی گشتاوری بالاتر نیز از این امر مستثنی نیستند. برای نمونه، چندین مورد از رویدادهای لرزه‌ای بزرگ‌تر (M>۴) در منابع غیرمتعارف هیدروکربنی آلبرتا و بریتیش کلمبیا در کانادا ثبت شده‌است.

### پالس‌های الکترومغناطیسی
پژوهش‌ها نشان داده‌است که پالس‌های الکترومغناطیسی پرانرژی می‌توانند باعث آزادشدن انرژی ذخیره‌شده توسط حرکات زمین‌ساختی و افزایش نرخ زمین‌لرزه‌های محلی ظرف ۲ تا ۶ روز پس از انتشار پالس توسط ژنراتورهای EMP شود. انرژی آزاد شده تقریباً شش مرتبه بزرگ‌تر از انرژی پالس‌های EM است. آزادشدن تنش زمین‌ساختی توسط این زمین‌لرزه‌های نسبتاً کوچک چکانشی برابر با ۱ تا ۱۷ درصد تنش آزادشده توسط یک زمین‌لرزه قوی در آن منطقه است. پیشنهاد شده‌است که اثرات قوی EM می‌تواند لرزه‌خیزی را به‌صورت دوره‌های آزمایشی و طولانی‌مدت پس از زمانی که دینامیک لرزه‌خیزی بسیار منظم‌تر از حد معمول بوده، کنترل کند.

### انفجارهای هسته‌ای
انفجارهای هسته‌ای می‌توانند باعث فعالیت لرزه‌ای شوند، اما بر پایه پژوهش‌های سازمان زمین‌شناسی ایالات متحده آمریکا، فعالیت لرزه‌ای ناشی از انفجار هسته‌ای اولیه، انرژی کمتری دارد و به‌طور کلی پس‌لرزه‌های بزرگ ایجاد نمی‌کند. از سوی دیگر، انفجارهای هسته‌ای ممکن است انرژی کشسانی ذخیره‌شده در سنگ‌ها را آزاد کنند که باعث تقویت ضربه اولیه موج انفجار می‌شود.

## فهرست رویدادهای لرزه‌ای القایی

### جدول
| تاریخ          | علت                    | جزئیات | بزرگی  |
| -------------- | ---------------------- | --- | ------ |
| ۱۹۵۱           | آزمایش هسته‌ای زیرزمینی | عملیات باستر–جنگل مجموعه‌ای از ۷ آزمایش جنگ‌افزار هسته‌ای (۶ آزمایش جوّی و یک انفجار دهانه‌ای) تحت‌نظر ایالات متحده در اواخر ۱۹۵۱ در سایت آزمایش نوادا بود. این عملیات اولین آزمایش تسلیحات هسته‌ای زیرزمینی بود که تاکنون انجام شده بود. | نامشخص |
| ۱۹۵۲           | شکست هیدرولیکی         | نتایج تحقیقات چند ساله در حال انجام در مورد زمین‌لرزه‌های القایی توسط سازمان زمین‌شناسی ایالات متحده آمریکا (USGS) منتشر شده در سال ۲۰۱۵ پیشنهاد کرد که بیشتر زمین‌لرزه‌های مهم در اوکلاهما مانند زمین‌لرزه ال رنو در سال ۱۹۵۲ با بزرگی ۵٫۷، ممکن است با تزریق عمیق پساب توسط صنعت نفت ایجاد شده باشد. | ۵٫۷    |
| ۱۱ دسامبر ۱۹۶۷ | دریاچه مصنوعی          | زمین‌لرزه ۱۹۶۷ کوینانگار که با بزرگی ۶٫۶ در نزدیکی شهر کوینانگار در مهاراشترا هند روی داد. بیشینه شدت این زمین‌لرزه در مقیاس شدت مرکالی اصلاح‌شده برابر با VIII (شدید) بود. این حادثه در نزدیکی محل سد کوینا رخ داد و سؤالاتی را در مورد لرزه‌خیزی ناشی از این سد مطرح کرد و حداقل ۱۷۷ کشته و بیش از ۲۲۰۰ زخمی به‌جا گذاشت.                                                                                 | ۶٫۶    |
| ۶ نوامبر ۱۹۷۱  | آزمایش هسته‌ای زیرزمینی | در جزیره آمچیتکا در آلاسکا توسط کمیسیون انرژی اتمی ایالات متحده آمریکا روی داد. این آزمایش بخشی از مجموعه آزمایش‌های اتمی عملیات گرومت بود و طراحی سرجنگی موشک ضد بالستیک LIM-49 Spartan را آزمایش کرد. این آزمایش با بازده انفجاری تقریباً ۵ مگاتن هم‌ارز تی‌ان‌تی، بزرگ‌ترین انفجار زیرزمینی بود که تاکنون منفجر شده‌است. کمپین سازمان زیست‌محیطی صلح سبز ناشی از تلاش برای مخالفت با این آزمایش هسته‌ای بود. | ۷٫۱ mb |
| ۱۹۷۳           | نیروگاه زمین‌گرمایی     | مطالعات نشان داده‌است که تزریق آب به میدان آبفشان The Geysers زمین لرزه‌هایی با بزرگی ۰٫۵ تا ۳٫۰ ایجاد می‌کند. اگرچه در سال ۱۹۷۳ زمین‌لرزه‌ای با بزرگی ۴٫۶ رخ داد و پس از آن بزرگی چهار رخداد لرزه‌ای افزایش یافت. | ۴٫۶    |
| ۹ اکتبر ۲۰۰۶   | آزمایش هسته‌ای زیرزمینی | آزمایش هسته‌ای ۲۰۰۶ کره‌شمالی | ۴٫۳ mb |
| ۲۵ مه ۲۰۰۹     | آزمایش هسته‌ای زیرزمینی | آزمایش هسته‌ای ۲۰۰۹ کره‌شمالی | ۴٫۷ mb |
| ۵ نوامبر ۲۰۱۱  | چاه‌های تزریق           | زمین‌لرزه ۲۰۱۱ اکلاهما | ۵٫۸    |
| ۱۲ فوریه ۲۰۱۳  | آزمایش هسته‌ای زیرزمینی | آزمایش هسته‌ای ۲۰۱۳ کره‌شمالی | ۵٫۱    |
| ۶ ژانویه ۲۰۱۶  | آزمایش هسته‌ای زیرزمینی | آزمایش هسته‌ای ژانویه ۲۰۱۶ کره‌شمالی | ۵٫۱    |
| ۹ اکتبر ۲۰۱۶   | آزمایش هسته‌ای زیرزمینی | آزمایش هسته‌ای سپتامبر ۲۰۱۶ کره‌شمالی | ۵٫۳    |
| ۳ سپتامبر ۲۰۱۷ | آزمایش هسته‌ای زیرزمینی | آزمایش هسته‌ای ۲۰۱۷ کره‌شمالی | ۶٫۳    |